# Crisicoccus dischidiae
Crisicoccus dischidiae är en insektsart som först beskrevs av Takahashi 1951.  Crisicoccus dischidiae ingår i släktet Crisicoccus och familjen ullsköldlöss. Inga underarter finns listade i Catalogue of Life.